# Baconao
Baconao is een biosfeerreservaat in de Sierra de la Gran Piedra aan de zuidoostkust van Cuba. Het hoogste punt is een enorme rots (gran piedra) op 1225 meter boven de zeespiegel; dichter bij de kust bevinden zich kalksteenheuvels met terrassen tot in zee. 
De vegetatie bestaat uit bossen met grotten en spelonken waarin de meest gevarieerde fauna voor komt. Aan zee zijn er goed bewaard gebleven koraalriffen. 
De streek leeft hoofdzakelijk van landbouw (koffie en fruit) en toerisme. 
Het reservaat werd in 1987 door de UNESCO opgenomen in het Wereldnet van Biosfeerreservaten.